# Épidémie de maladie du sommeil dans le bassin du Congo
L'épidémie de maladie du sommeil dans le bassin du Congo débute en 1896 et se termine en 1906, sévissant principalement en Ouganda ainsi que dans le bassin du Congo. Il s'agit de la première d'une des trois grandes épidémies de maladie du sommeil.
En 1904, le journaliste Jean Frollo en brosse un portrait dans Le Petit Parisien. La maladie est d'évolution lente et se caractérise par une « somnolence qui aboutit à une sorte d'hébétude, [qui] produit l'amaigrissement ou (…) le dépérissement progressif en quelques mois ou en trois, quatre ou cinq ans ». Selon les travaux, encore neufs à l'époque, du parasitologue Émile Brumpt, elle est causée par la piqûre de la mouche tsé-tsé qui infecte avec les victimes avec un trypanosome, hypothèse qui se révèle exacte par la suite. Cette mouche est décrite comme endémique des fleuves africains et l'auteur relève que la maladie ne touche pas les villages situés dans les terres, comme en témoignent les ravages causés par la maladie chez les pêcheurs Lolo tandis que les cultivateurs sont épargnés. Les raisons pour lesquelles une maladie locale s'est propagée soudainement en épidémie dans une grande partie de l'Afrique centrale ne sont pas claires pour les contemporains, même si Jean Frollo, citant Zeltner (un membre de l'expédition Bourg de Bozas), avance l'idée d'une responsabilité de la colonisation européenne qui, en unifiant de vastes territoires autrefois morcelés, a permis à la mouche tsé-tsé de se répandre dans le bassin du Congo et, de là, en Ouganda au gré des nouvelles migrations. Il rappelle que le « devoir » des Européens est de protéger les populations locales et appelle à une vaste compagne d'assainissement de l'Afrique centrale.